# Klaus Werner Schede
Klaus Werner Schede (* 4. August 1914 in Charlottenburg; † 10. September 1939 bei Walewice ostwestlich von Piątek) war ein deutscher Klassischer Archäologe.
Klaus Werner Schede war ein Neffe von Martin Schede. 1933 nahm er unter Kurt Bittel als Volontär an den Ausgrabungen in Boğazköy (Ḫattuša) teil, anschließend studierte er Klassische Archäologie. Er wurde kurz vor Beginn des Zweiten Weltkrieges bei Bernhard Schweitzer an der Universität Leipzig mit einer Arbeit zu skulptierten Basen promoviert. Er fiel in den ersten Tagen des Krieges als einer der jüngsten Archäologen. Er ruht auf dem Soldatenfriedhof von Puławy.
Herbert von Buttlar widmete ihm 1950 seinen Aufsatz Antike Plastik und Plastik der Gegenwart in Marburger Jahrbuch für Kunstwissenschaft Band 15, 1949/50, S. 251–272, auch in der Wissenschaftliche Zeitschrift Band 3 (1953) der Universität Greifswald wurde Schede sowie Walther Reichel und Karl Steimer ein Artikel gewidmet. 1953 führte Schweitzer, unterstützt durch das Deutsche Archäologische Institut, eine Studienreise durch, um den Nachlass Schedes zu bearbeiten.